# Ripartizione araldica
La ripartizione araldica indica la ripetizione di partizioni semplici o di pezze semplici all'interno di uno stemma.

## Caratteristiche
Questa nozione è definita molto diversamente dai vari autori.  I soli elementi della definizione (quasi) comuni a tutti sono:
- Si tratta della ripetizione di una forma che riguarda l'intero campo
- Sono in gioco due soli colori (salvo che per Crayencourt che considera delle ripartizioni di "interzato" – dunque 3 colori, ma non fornisce esempi)
- La regola di contrasto dei colori è rispettata anche per le pezze ripetute, ma molti autori vogliono estenderla alle partizioni ripetute, anche quando non lo fanno per altre partizioni.

Il carattere arcaico o primitivo di questa nozione è ben dimostrato da questa esitazione tra pezza e partizione, (utilizzazione della parola "pezzo" per numerare le partizioni, desiderio di estendere la regola dei colori) e soprattutto dalle numerose confusioni trovate negli armoriali antichi.
Si può forse trovare in questo l'origine delle pezze onorevoli, prima ripartizione dei "colpi guerrieri", di fatto questo termine è sempre meno utilizzato, e non fa parte della blasonatura (non è citato nella lettura del blasone).

## Procedimento
Ecco il meccanismo delle ripartizioni, ottenuto a partire da un "partito d'oro e di rosso":
una prima ripartizione dà origine a qualcosa che potrebbe essere blasonato come:
1) "partito di due, d'oro, di rosso e d'oro"
ma questa configurazione è piuttosto quella di una pezza: il palo. Da cui la blasonatura (in cui la nozione di ripetizione è sparita):
2) "d'oro al palo di rosso "
Aumentando le ripetizioni compaiono successivamente delle partizioni e delle pezze. Al di là di 3, se il numero delle zone è pari, si tratta di una partizione ripetuta, se è dispari si tratta di una pezza ripetuta:
3) Palato di 4 pezzi
4) 2 pali
5) Palato di 6 pezzi (o meglio: palato senza ulteriori precisazioni: 6 è il valore di default)
6) 3 pali
7) Palato di 8 pezzi
8) 4 pali (o meglio: 4 verghette, che è un palo diminuito)
9) Palato di 10 pezzi (o meglio: verghettato di 10 pezzi)
10) 5 pali  ( 5 verghette)
11) Palato di 12 pezzi (verghettato di 12 pezzi)
13) 6 pali   (6 verghette)
N) ...
A partire da 4 il Palo diviene Verghetta, ma si trovano delle blasonatura che utilizzano 4, 5 e 6 pali.
Così il Conte di Foix dal 1223 al 1241 blasonava: d'oro a 6 pali di rosso (fig 12); dal 1241 al 1265: d'oro a 5 pali di rosso (fig. 10); infine: d'oro a 4 pali di rosso (fig.8).
La città di Foix per quanto la riguarda, blasona d'oro a 3 pali di rosso...(fig 6).
Per il verghettato, il valore di default è di 10 per alcuni, di 12 per altri. Visto che indicare il numero dei pezzi non è un errore, è meglio farlo.
Lo stesso principio si applica a partire dal troncato (Fascia, Fasciato), dal trinciato (Banda, Bandato), dal tagliato (Sbarra, Sbarrato)  e da alcune combinazioni di questi ultimi (Scaglione, Scaglionato per esempio). In pratica, pochi elementi sono in origine suscettibili di essere ripetuti, ma il numero delle ripartizioni ottenute è molto grande.